# روبرتو كاتسيكاس
روبرتو كاتسيكاس هو لاعب كرة قدم يوناني في مركز الوسط، ولد في 5 أغسطس 1991 في كورفو في اليونان. لعب مع أيك أثينا.

## وصلات خارجية
- روبرتو كاتسيكاس على موقع قاعدة بيانات كرة القدم.إي يو (الإنجليزية)